# Anne-Gabrielle Caron
Pour les articles homonymes, voir Caron.
Ne doit pas être confondu avec Gabrielle Caron.
Anne-Gabrielle Caron, née à Toulon le 29 janvier 2002, est une jeune chrétienne française, morte à huit ans d'un cancer, le 23 juillet 2010 à Marseille dans le cinquième arrondissement. Elle est réputée pour sa foi et sa sainteté.
Sa cause en béatification est officiellement ouverte au niveau diocésain en octobre 2020, après accord de l'assemblée des évêques français et du Saint-Siège ; elle a le titre de « servante de Dieu ».

## Biographie
Anne-Gabrielle Caron naît en 2002 à Toulon. Elle est la fille aînée d'un officier de marine, Alexandre Caron, et d'une enseignante en lettres, Marie-Dauphine Caron. Elle fait partie d'une fratrie de 5 enfants avec François-Xavier, Blanche, Alix et Louis-Marie.
Dès qu'elle a deux ans et demi, son attention aux autres et sa piété sont remarquées. Lorsqu'elle a quatre ans, elle manifeste son impatience de mourir pour voir Dieu. Pendant un an, en 2006-2007, elle part en Guyane avec sa famille. À son retour, elle veille à bien accueillir et intégrer les nouveaux en classe de CP.
L'année suivante, à partir de l'été 2008, sa jambe droite la fait souffrir. La douleur s'aggrave. Une biopsie effectuée en février 2009 montre qu'elle est atteinte d'un sarcome d'Ewing, un cancer osseux rare et virulent.
Hospitalisée à Marseille à l'hôpital de la Timone, elle suit des traitements lourds de chimiothérapie. Pendant une période de rémission, elle fait sa première communion et reçoit la confirmation.
Elle réfléchit sur ses souffrances et ses épreuves, s'en plaint à plusieurs reprises, mais les accepte. Elle prie beaucoup la Sainte Vierge. Très exigeante envers elle-même comme envers ses proches, elle n'admet pas les manques d'amour ou les médisances. Elle souffre beaucoup. Les derniers temps, elle communie tous les jours. Elle meurt le 23 juillet 2010 à l'hôpital de la Timone.

## Cause en béatification
La paroisse Saint-François-de-Paule à Toulon effectue les démarches préalables à l'ouverture de la cause en vue de l'éventuelle béatification d'Anne-Gabrielle Caron, et les documents et témoignages sur elle sont recueillis à partir de 2018.
La cause est ouverte au diocèse de Fréjus-Toulon en 2019. La Congrégation pour les causes des saints indique en mai 2020 que rien ne s'oppose à cette cause. L'assemblée des évêques français donne le 10 juin 2020 un avis favorable à l'ouverture de cette cause, après avoir entendu l'évêque de Fréjus-Toulon sur le sujet.
Le procès diocésain pour sa béatification est officiellement ouvert en septembre 2020. Anne-Gabrielle Caron est ainsi reconnue « servante de Dieu ». L'enquête diocésaine s'achève le 7 décembre 2024, ouvrant la seconde phase de la procédure de béatification auprès du dicastère pour les causes des Saints,.
Anne-Gabrielle Caron peut être rapprochée de plusieurs figures chrétiennes qui lui sont contemporaines, ou quasiment contemporaines, comme le bienheureux Carlo Acutis (1991-2006), le vénérable Matteo Farina (1990-2009), mais aussi Pablo Maria de la Cruz (2002-2023), ou le petit Gaspard Clermont (2013-2017), tous morts prématurément.